# Brachylaena
Brachylaena – rodzaj roślin z rodziny astrowatych. Obejmuje 12 gatunków. Rośliny te występują w południowej i wschodniej Afryce, sięgając na północy po Angolę na zachodzie kontynentu i Kenię na wschodzie. Rosną także na Komorach i Madagaskarze. Niektóre gatunki dostarczają drewna, szczególnie cenione jest ze względu na odporność na termity drewno Brachylaena huillensis. Jest ono też używane do wykonywania rzeźb. 

## Morfologia
PokrójDrzewa i krzewy.
LiścieSezonowe lub wieczniezielone, skrętoległe, eliptyczne lub jajowate, całobrzegie, ząbkowane, faliste lub zatokowo wcinane.
KwiatyJednopłciowe, zebrane po kilka–kilkanaście w koszyczki, które w dużej liczbie tworzą wiechowate, groniaste lub główkowato skupione kwiatostany złożone, wyrastające na szczytach pędów lub w kątach liści. Okrywy koszyczków tworzone są przez liczne listki dachówkowato ułożone w 3–5 rzędach. W koszyczkach żeńskich kwiatów jest od kilku do 80, okrywy są dzwonkowate, korony są nitkowato wąskie, na końcu z 5 łatkami. Koszyczki męskie są drobniejsze od żeńskich, zawierają od kilku do 40 kwiatów, korony są lejkowate, z 5 krótkimi i podwiniętymi łatkami na szczycie, koloru białego.
OwoceWrzecionowate niełupki z 4–8 żebrami. Puch kielichowy wykształcony w postaci nierównych, jasnosłomkowych włosków.

## Systematyka
Pozycja systematyczna
Rodzaj z rodziny astrowatych Asteraceae, z podrodziny Carduoideae, z plemienia Tarchonantheae.
Wykaz gatunków
- Brachylaena discolor DC.
- Brachylaena elliptica Less.
- Brachylaena glabra (L.f.) Druce
- Brachylaena huillensis O.Hoffm.
- Brachylaena ilicifolia (Lam.) E.Phillips & Schweick.
- Brachylaena merana Humbert
- Brachylaena microphylla Humbert
- Brachylaena neriifolia (L.) R.Br.
- Brachylaena perrieri Humbert
- Brachylaena ramiflora Humbert
- Brachylaena stellulifera Humbert
- Brachylaena uniflora Harv.